# Lasioglossum rusticolum
Lasioglossum rusticolum is een vliesvleugelig insect uit de familie Halictidae. De wetenschappelijke naam van de soort is voor het eerst geldig gepubliceerd in 1982 door Warncke.